# Heleia
Heleia is een geslacht van zangvogels uit de familie Zosteropidae (brilvogels). Het geslacht telt tien soorten die alle voorkomen in de Indische Archipel.

## Soorten
- Heleia crassirostris  – Floresbrilvogel
- Heleia dohertyi  – Doherty's bergbrilvogel
- Heleia goodfellowi  – Mindanaobergbrilvogel
- Heleia javanica  – Mees' bergbrilvogel
- Heleia muelleri  – Timorbrilvogel
- Heleia pinaiae  – Cerambergbrilvogel
- Heleia squamiceps  – Sulawesibergbrilvogel
- Heleia squamifrons  – Dwergbergbrilvogel
- Heleia superciliaris  – Floresbergbrilvogel
- Heleia wallacei  – Geelringbrilvogel